# Caminos de libre mercado
Los caminos de libre mercado es la idea de que es posible y deseable que una sociedad tenga caminos completamente  privados.
Las carreteras y la infraestructura del libre mercado generalmente son defendidas en obras  anarcocapitalistas, como Hacia una nueva libertad de Murray Rothbard, The Market for Liberty de Morris y Linda Tannehill, The Machinery of Freedom de David D. Friedman , The Voluntary City de David T.Beito y The Privatization of Roads and Highways de Walter Block.

## Argumentos a favor de las carreteras de libre mercado

### "Las carreteras privadas no pueden tener usuarios gratuitos, lo que reduce la congestión"
El Problema del polizón ha sido citado por proponentes como Murray Rothbard Una razón para privatizar las carreteras: dado que la congestión del tráfico es el resultado de un exceso de demanda de infraestructura de transporte, puede tratarse como cualquier otra escasez económica; en este caso, una escasez de carreteras, carriles, salidas, u otra infraestructura. Al ver el mecanismo de fijación de precios de un mercado libre como un medio más eficiente para satisfacer la demanda que la planificación gubernamental (ver  Problema de cálculo económico), Peter Samuel, en su libro "Highway Aggravation: The Case for Privatizing the Highways", compara las líneas de los supermercados estadounidenses Congestión vehicular y  Soviética:
"En Rusia, el fracaso del comunismo fue personificado por la escasez constante en las tiendas. Los estantes vacíos en los supermercados y grandes almacenes y los clientes en fila, perdiendo horas cada semana, se convirtieron en el rostro del fracaso del sistema, así como en una fuente de enorme frustración personal, El comunismo fracasó porque los precios no eran flexibles para igualar la oferta y la demanda; porque las tiendas eran burocracias, no negocios; y porque los ingresos iban a una tesorería central y no alimentaban una mayor capacidad y un mejor servicio. Nosotros en la América supuestamente capitalista sufrimos el comunismo ... un servicio sin precio proporcionado por una burocracia monopolística que no responde, en la mayoría de nuestras carreteras. Nuestra manifestación de escasez, nuestro equivalente a las líneas rusas en las tiendas, son las congestiones diarias de las carreteras. No hay precio en los viajes en hora punta para despejar el mercado. no hay un flujo de ingresos directamente de los usuarios de la carretera a los administradores de la carretera para proporcionar incentivos ya sea para administrar la capacidad existente para obtener la máxima ventaja del consumidor o para ajustar la capacidad de demanda ".
Aunque podrían haber una infinidad de formas de financiamiento de las calles y carreteras debido a la libre empresa creativa:
Calles de zonas comerciales gratis, calles gratis para miembros de las comisiones vecinales propietarias de las calles, calles gratis para inquilinos de los propietarios de las calles,caminos de circulación gratis financiados indirectamente por empresas que pagan por poner publicidad en las mismas. Etcétera.

### "Mejora continua del servicio"
Al estar un servicio incentivado por las ganancias o pérdidas el mismo tiende siempre a mejorar para satisfacer al consumidor; ya sea en estructura o reglamentaciones más eficientes con alta tendencia al uso de tecnologías.

### "La privatización fomentará una mejor gestión de la infraestructura"
B. H. Meyer declaró: "Es evidente que el movimiento de la autopista de peaje resultó en una mejora muy general de las carreteras". The book Street Smart claims that Brazil has saved 20 percent and Colombia 50 percent through efforts to outsource road maintenance to the private sector.

## "Las carreteras del mercado libre tendrán menos delincuencia"
Bruce L. Benson argumenta que cuando las carreteras son de propiedad privada, los residentes locales estarán en mejores condiciones de prevenir el crimen ejerciendo su derecho a pedir (o obligar) a los malhechores que se vayan. Observa que se ha demostrado que las avenidas en los lugares privados de St. Louis tienen tasas de criminalidad más bajas que las calles públicas adyacentes.  The Market for Liberty  sostiene además que las carreteras privadas estarán mejor vigiladas ya que los propietarios se centran en delitos graves en lugar de delitos sin víctimas: 

Una corporación privada que poseyera calles se aseguraría de mantener sus calles libres de borrachos, matones y cualquier otra amenaza tan molesta, contratando guardias privados para hacerlo si fuera necesario. Incluso podría anunciar: "Las calles de Thru-Way Corporation están garantizadas seguras a cualquier hora del día o de la noche. Las mujeres pueden caminar solas con total confianza en nuestras vías". Un delincuente, al que se le prohíbe el uso de cualquier calle de la ciudad porque todas las corporaciones callejeras sabían de su mala reputación, le costaría incluso llegar a algún lugar para cometer un delito.

Por otro lado, las empresas privadas de la calle no tendrían interés en regular la vestimenta, la "moral", los hábitos o el estilo de vida de las personas que usan sus calles. Por ejemplo, no querrían ahuyentar a los clientes arrestando o acosando a hippies, chicas con blusas transparentes o trajes de baño en topless o cualquier otra desviación no agresiva de los estándares de valor de la mayoría. Todo lo que pedirían es que cada cliente pagara su moneda de diez centavos al día y se abstuviera de acciones violentas o agresivas, obstruir el tráfico y alejar a otros clientes. Aparte de esto, su estilo de vida y su código moral no les interesaría; lo tratarían con cortesía y amabilidad.

### "Las carreteras de libre mercado fomentarán las pequeñas empresas"
El  mutualista Kevin Carson argumenta que el transporte es una Deseconomía de escala natural. Dice que el costo del transporte aumenta de manera desproporcionada con el tamaño de una empresa; él cree que en un mercado libre, habría límites superiores estrictos para el tamaño y el poder de las corporaciones, y las pequeñas empresas tendrían ventajas naturales. Continúa argumentando que los subsidios gubernamentales al transporte, sin embargo, hacen que las corporaciones grandes y centralizadas sean artificialmente rentables, contribuyendo al dominio corporativo de la economía. Carson cree que, en muchos casos, la industria centralizada no se desarrolló hasta después de la llegada de las carreteras financiadas por los contribuyentes y otros proyectos de transporte.

## Argumentos en contra de las carreteras de libre mercado

### "Las carreteras son a menudo monopolios naturales"
En muchas partes del mundo, los patrones de uso de la tierra significan que la construcción de dos o más carreteras en paralelo no es factible, lo que convierte a las carreteras en un monopolio natural. Kroeger afirma: "Esto resultaría en un uso increíblemente ineficiente de los recursos de la tierra". Cuando solo hay una carretera que conecta los puntos A y B, la principal ventaja de la privatización, la competencia, desaparece. En ausencia de regulación, una carretera privada podría cobrar un precio de monopolio exorbitante, resultando en enormes márgenes de beneficios y pocos beneficios para los conductores. Una tarifa de franquicia inicial (en el caso de carreteras de propiedad pública en franquicia) y / o ahorros en costos de capital público, pueden compensar las ganancias de monopolio resultantes en términos de costos sociales, pero existen problemas de distribución en que los ingresos se distribuyen en toda una región, mientras que la carga recae en un pequeño subconjunto de la población de esa región que realmente necesita usar la carretera. Además, es difícil predecir el a largo plazo de una carretera. Por ejemplo, la  407 ETR (una autopista de peaje rápida cerca de Toronto construida originalmente con fondos públicos) se arrendó por tres mil millones de CDN y posteriormente se valoró en casi diez mil millones de CDN. Si bien las carreteras locales alternativas y otras formas de transporte pueden generar cierta competencia, a menudo no es práctico, especialmente para las mercancías.
Un contraargumento es que si bien una carretera solitaria que conecta A con B puede no tener ninguna competencia con otras carreteras, aún tendría que competir con trenes, aviones y otras carreteras.
Además que si se cobrara un precio muy elevado disminuiría el tráfico de ocio, el tráfico de negocios no urgentes e inclusive algunos negocios se terminarían debido al elevado costo de transporte, repercutiendo directamente sobre las ganancias de los dueños de carreteras.

### "Los costos de transacción pueden superar los beneficios"
Como con cualquier transacción, existen costo de transaccións asociados con el cobro de entrada a las carreteras. Estos incluyen costos explícitos como la construcción de cabinas de peaje y el pago de guardias y otro personal asociado, así como costos implícitos como tiempos de espera y costos de procesamiento mental. Especialmente para carreteras más pequeñas, estos costos de transacción harían indeseable la privatización, ya que es poco probable que los beneficios superen los posibles costos. 